# Меридіанвілл
Меридіанвілл (англ. Meridianville) — переписна місцевість (CDP) та невключена територія в США, в окрузі Медісон штату Алабама. Населення — 8209 осіб (2020).

## Географія
Меридіанвілл розташований за координатами 34°52′30″ пн. ш. 86°34′50″ зх. д. / 34.87500° пн. ш. 86.58056° зх. д. (34.874913, -86.580559).  За даними Бюро перепису населення США в 2010 році переписна місцевість мала площу 40,39 км², з яких 40,25 км² — суходіл та 0,14 км² — водойми.

## Демографія
Згідно з переписом 2010 року, у переписній місцевості мешкала 6021 особа в 2248 домогосподарствах у складі 1743 родин. Густота населення становила 149 осіб/км².  Було 2353 помешкання (58/км²).
Расовий склад населення:
| - 76,3 % — білих - 18,5 % — чорних або афроамериканців - 1,7 % — азіатів - 0,7 % — корінних американців - 0,2 % — вихідців з тихоокеанських островів |

До двох чи більше рас належало 2,0 %. Частка іспаномовних становила 2,7 % від усіх жителів.
За віковим діапазоном населення розподілялося таким чином: 25,6 % — особи молодші 18 років, 62,4 % — особи у віці 18—64 років, 12,0 % — особи у віці 65 років та старші. Медіана віку мешканця становила 38,9 року. На 100 осіб жіночої статі у переписній місцевості припадало 93,4 чоловіків;  на 100 жінок у віці від 18 років та старших — 90,2 чоловіків також старших 18 років.
Середній дохід на одне домашнє господарство  становив 85 316 доларів США (медіана — 68 368), а середній дохід на одну сім'ю — 101 109 доларів (медіана — 84 712). Медіана доходів становила 66 094 долари для чоловіків та 40 373 долари для жінок. За межею бідності перебувало 15,4 % осіб, у тому числі 19,3 % дітей у віці до 18 років та 10,3 % осіб у віці 65 років та старших.
Цивільне працевлаштоване населення становило 3013 особи. Основні галузі зайнятості: виробництво — 17,7 %, освіта, охорона здоров'я та соціальна допомога — 17,4 %, науковці, спеціалісти, менеджери — 15,7 %.